# Луи I (князь Монако)
Луи I (фр. Louis I; 25 июля 1642 — 2 января 1701, Рим) — князь Монако с 1662 года. Сын Эркюля Гримальди и его жены Аурелии Спинола.

## Биография
В 1643 году получил титул графа Карладе, который с тех пор носят князья Монако. В 1651 году, после смерти его отца Эркюля, Луи стал наследником своего деда Оноре II, к Луи также перешёл принадлежавший отцу титул маркиза Бо. 
В 1660 году женился на Катерине Шарлотте де Грамон, дочери французского маршала Антуана III Грамона. В браке родилось 6 детей, в том числе и наследник Антуан.
Также в 1666 году отличился в Четырёхдневном сражении между английским и голландским флотом.

## Правление
10 января 1662 года, после смерти Оноре II стал князем Монако. Став князем, восстановил пошлину за проезд на торговых судах. Любой, кто проезжал мимо Монако, должен был уплатить пошлину в размере 1% с груза.
В декабре 1678 года издал свод законов Монако, получивший название «Кодекс Луи». Продолжил перестройку княжеского дворца, построив новые роскошные ворота.
Также имел тесные связи с королём Франции Людовиком XIV. 5 июля 1668 года он дал присягу Людовику в парламент в качестве герцога Валентинуа и Пэра Франции. Был произведен в кавалеры французских королевских орденов 31 декабря 1688 года.
В 1699 году был направлен Людовиком в качестве посла при Святом Престоле в Рим, где и умер 2 января 1701 года.